# Radobuljac proti Hrvaški
Radobuljac proti Hrvaški (št. 51000/11 z dne 28.6.2016) je primer, v katerem je ESČP opozorilo, da neutemeljeno omejevanje svobode izražanja v sodni dvorani predstavlja kršitev te pravice. 

## Ozadje primera
Primer obravnava kršitev pravice do svobode izražanja po 10. členu Konvencije o varstvu človekovih pravic in temeljnih svoboščin. Vložen je bil s strani hrvaškega državljana Silvana Radobuljaca. Radobuljac, po poklicu odvetnik zatrjuje, da je domače sodišče, ki ga je med postopkom oglobilo zaradi nespoštovanja sodišča, s tem kršilo njegovo pravico do svobode izražanja. 
Radobuljac je kot zastopnik stranke v začetku leta 2009 prišel v spor z občinskim sodiščem Vukovar, ker naj bi podal žaljivo izjavo zoper sodnika po sodnikovi odločitvi o začasni ustavitvi postopka. Radobujlac je v imenu svoje stranke zoper ustavitev postopka vložil pritožbo, saj je menil, da s tem sodišče zavlačuje postopek, s čimer se večajo stroški postopka, takšno delovanje pa je protipravno. Kot odgovor na pritožbo je Radobuljac prejel odločbo sodnika, kjer ga je ta kaznoval, zaradi žaljive izjave zoper delovanja sodišča in sodnika, ki je definirana kot nesprejemljiva komunikacija med sodiščem in odvetnikom, ki zastopa stranko. Globa je znašala 1500 HRK (205 EUR). Radobuljac se je zoper odločbo sodnika pritožil na 2.st. sodišče, češ da izjava ni bila poniževalna. Z izjavo je namreč kritiziral neučinkovitost prvostopenjskih sodišč v vodenju postopka. Na 2.st. sodišču je bila njegova pritožba zavrnjena in potrjena razsodba 1.st. sodišča. 
Radobuljac je nato vložil ustavno pritožbo proti odločitvam rednih sodišč. Skliceval se je na kršeno pravico do svobode izražanja po 38. členu ustave in 10. členu Konvencije. Ustavno sodišče je pritožbo razglasilo kot nedopustno, saj naj bi Radobuljac zamudil rok za možnost pritožbe, prav tako pa naj bi že obstajala sodna praksa ustavnega sodišča o domnevnem kršenju svobode izražanja, podobna njegovemu primeru, ki je bila zavrnjena. 

## Postopek
Radobuljac se je zato obrnil na Evropsko sodišče za človekove pravice, kjer je izpodbijal odločbo ustavnega sodišča v Republiki Hrvaški. Zatrjeval je, da mu je bila kršena pravica do svobode izražanja. Zahteval je vrednost 1500 HRK (205 EUR), v zvezi s premoženjsko škodo, ki ustreza globi, ki mu je bila naložena. Prav tako je zahteval 2.000 EUR v zvezi z nepremoženjsko škodo. Evropsko sodišče za človekove pravice je pritožbo razglasilo za dopustno. Meni namreč, da je prišlo do kršitve (10. člena Konvencije), saj imajo odvetniki kljub mnogo omejitvam njihovega poklicnega vedenja, ki so namenjene ohranjanju zaupanja javnosti v pravosodni sistem, tudi določene izključne pravice in privilegije (npr. določena širina argumentov, ki se lahko uporabljajo na sodišču). 
Sodišče poudarja, da 10. člen ne zagotavlja povsem neomejene svobode izražanja. Kot je določeno v 2. odstavku 10. člena, je ta svoboda predmet izjem, ki pa je treba strogo razlagati in potrebo po kakršnih koli omejitvah potrebno prepričljivo ugotoviti. Zlasti svoboda izražanja v sodni dvorani ni neomejena in določeni interesi, kot je avtoriteta sodstva, so dovolj pomembni, da upravičujejo omejitve te svobode. Odvetnikova kritika ne sme prekoračiti določenih meja. Zlasti je treba jasno razlikovati med kritiko in žalitvijo. Če je edini namen kakršne koli oblike izražanja, da se sodišču ali članom tega sodišča izreče žalitev, pravica do svobode izražanja ne bi bila kršena. Pripombe, ki so bile omenjene na sodišču, niso bile splošen napad na pristojnost sodstva, temveč notranja komunikacija med vložnikom kot zagovornikom in sodnikom, ki jih splošna javnost ni slišala. Sodišče meni, da domača sodišča niso uspela doseči pravilnega ravnotežja med potrebo po zaščiti oblasti sodstva in potrebo po zaščiti prosilčeve svobode izražanja. Zato, ni bilo potrebe po omejitvi svobode izražanja tožeče stranke, saj niso bili predloženi "ustrezni in zadostni" razlogi za upravičeno omejitev svobode izražanja. Ker tožeča stranka ni presegla meje sprejemljive kritike, omejevanja ni mogoče šteti kot utemeljenega. 

## Odločitev ESČP
Sodišče se je tako strinjalo z vlado Republike Hrvaške, da ugotovitev kršitve s strani občinskega sodišča Vukovar samo po sebi zadostuje zadovoljstvo za nepremoženjsko škodo, ki jo je utrpel Radobuljac. Zahtevek v zvezi s premoženjsko škodo v višini globe je sodišče sprejelo. Toženi državi je naložilo, da mora tožeči stranki plačati 205 EUR za premoženjsko škodo, ki je nastala s plačilom globe.